# Omicidio dei coniugi Maso
L'omicidio dei coniugi Maso, noto anche come il delitto di Montecchia di Crosara, fu un caso di duplice parricidio commesso il 17 aprile 1991 a Montecchia di Crosara, in provincia di Verona. Viene ricordato come uno dei casi più emblematici di figli che uccidono i genitori, al pari del caso Graneris del 1975 e del delitto di Novi Ligure del 2001.
Al fine di appropriarsi della propria parte di eredità, Pietro Maso (19 anni all’epoca) uccise entrambi i suoi genitori, Antonio Maso e Mariarosa Tessari, aiutato da tre amici: Giorgio Carbognin (18 anni), Paolo Cavazza (18 anni) e Damiano Burato (17 anni). Venne arrestato il 19 aprile 1991 e poi condannato definitivamente a trent'anni di carcere, col riconoscimento della seminfermità mentale al momento del fatto; dopo averne trascorsi ventidue da detenuto, fu rimesso in libertà nel 2013, ha svolto un percorso di riabilitazione in una clinica psichiatrica nel 2016, per poi diventare giardiniere e prestare attività di reinserimento sociale in una ONLUS.
Ai suoi complici, Giorgio Carbognin e Paolo Cavazza, venne inflitta una pena di ventisei anni, mentre il minorenne Damiano Burato fu condannato a una pena di tredici anni.

## Storia

### Primi tentativi
Le vittime, Antonio e Rosa, sono due agricoltori benestanti con due figlie, Nadia e Laura, e un figlio, Pietro, ultimogenito; le figlie verso i vent'anni si sposano e vanno a vivere altrove, Pietro si iscrive all'istituto agrario ma interrompe al terzo anno; viene cacciato dal seminario e riformato dal servizio militare; crescendo continua a vivere coi genitori conducendo una vita molto dispendiosa insieme a un gruppo di amici. Negli ultimi mesi prima del delitto, i genitori si mostravano preoccupati più del solito in quanto Pietro aveva lasciato il lavoro come commesso in un supermercato e anche la collaborazione con una concessionaria di auto era solo saltuaria. Inoltre, il 3 marzo 1991 la madre trovò nella cantina di casa due bombole di gas con una centralina di luci psichedeliche da discoteca e una sveglia puntata pochi minuti dopo la scoperta, oltre a cuscini che ostruivano il camino; tutto ciò faceva parte di un sistema che avrebbe dovuto causare un'esplosione finalizzata a uccidere i genitori.  Pietro si giustificherà con la madre dicendole che serviva tutto per una festa.
L'esplosione non avvenne poiché le sicure delle bombole erano state tolte, ma le loro manopole erano rimaste chiuse e, a causa della sua inesperienza, Pietro non portò quindi a termine il suo primo piano di sterminare la famiglia. In un libro autobiografico pubblicato decenni dopo, disse invece che gli mancò il coraggio di attuare il piano.
Pochi giorni prima del delitto, Rosa trovò circa 2 milioni di lire nella tasca dei pantaloni del figlio, il quale non era nelle condizioni di avere tale somma: la madre gli chiese spiegazioni e Pietro rispose che si trattava delle ultime provvigioni che il suo ultimo datore di lavoro gli aveva appena consegnato e, anzi, le propose di andare a chiedere conferma di ciò all'autosalone. Rosa accettò e si fece accompagnare in automobile dal figlio e da Giorgio Carbognin, il quale, armato di uno schiaccia-bistecche, avrebbe dovuto uccidere la donna; questi però non ne ebbe il coraggio e Pietro fu costretto a inventarsi un'altra menzogna sulle banconote affinché Rosa rinunciasse a parlare col proprietario dell'autosalone. Quei soldi li avrebbe avuti da un conoscente che aveva scoperto, casualmente, essere responsabile di un traffico di computer; questo conoscente lo avrebbe pagato perché non lo denunciasse. Rosa volle credere a questa versione, ma la sua preoccupazione continuò.
Un terzo tentativo vide Giorgio Carbognin ancora una volta rinunciatario; avrebbe dovuto colpire i genitori di Pietro nel garage di casa loro, ma a Carbognin mancò ancora il coraggio di agire.

### L'omicidio
Le banconote ritrovate dalla madre di Maso provenivano da un prestito bancario chiesto da Giorgio Carbognin, per il quale aveva fatto da garante il suo datore di lavoro Aleardo Confente. I soldi, in origine, sarebbero serviti al giovane per acquistare un'auto usata; successivamente, però, la famiglia di Giorgio si oppose all'acquisto e il ragazzo rinunciò all'automobile ma non restituì il denaro alla banca e, con Pietro, lo sperperò in ristoranti, discoteche, bar e gioiellerie.
Al momento della restituzione, Carbognin chiese aiuto all'amico che decise di staccare un assegno da 25 milioni dal conto della madre, imitandone la firma; il delitto doveva quindi essere messo in atto prima che la madre si accorgesse dell'ammanco. Maso, preoccupato che i genitori questa volta gli tagliassero i viveri, decise di ucciderli e, insieme agli amici, organizzò un piano che avrebbe garantito ai complici una parte dell'eredità: 200 milioni a testa per Cavazza e Burato e il resto diviso in parti uguali tra lui e Carbognin. Il delitto venne commesso nella notte fra mercoledì 17 e giovedì 18 aprile 1991; quella sera Maso, Carbognin, Cavazza e Burato si ritrovarono per discutere gli ultimi dettagli; con loro vi era un quinto amico, Michele, che era stato informato del progetto affinché ne prendesse parte ma credette fino all'ultimo che si trattasse di uno scherzo tanto che li accompagnò fino a casa di Maso per poi andarsene continuando a non credere agli amici. Alle 23 i genitori di Pietro, che avevano preso parte a un incontro dei neocatecumenali, fecero ritorno a casa. Quando i due entrarono, il padre cercò invano di accendere la luce ma la lampadina era stata svitata dal figlio; pensando a un problema di alimentazione, salì le scale per raggiungere il contatore al primo piano e, arrivato in cucina, venne colpito dal figlio con un tubo di ferro e da Damiano con una pentola; i due poi lo presero a calci in testa. Poco dopo arrivò la madre che subì la stessa sorte: la donna non morì sul colpo e venne quindi soffocata con del cotone in gola.
Dopo l’omicidio, Maso e Carbognin andarono in discoteca per crearsi un alibi mentre Cavazza e Burato tornarono a casa. Dopo qualche ora, Maso rientrò a casa per inscenare la finta scoperta, dicendo ai vicini di aver visto le gambe dei genitori stesi per terra. I cadaveri vennero quindi scoperti da uno dei vicini che entrò in casa per andare a verificare quanto detto da Maso.

## Indagini
Dapprima, come si auguravano i ragazzi, venne battuta la pista di un omicidio a scopo di rapina, ma ci si accorse ben presto che si trattava di un furto simulato. Le stesse sorelle, Nadia e Laura, incominciarono a insospettirsi quando scoprirono l'uscita di 25 milioni dal conto della madre. Le indagini però, facilitate dal fatto che gli stessi amici avevano incominciato a parlare in giro del fatto, oltre allo strano comportamento di Maso dopo il delitto, porteranno al suo arresto prima e del resto dei complici dopo; Maso confesserà poco dopo l'arresto.

## Processi

Arresto di Pietro Maso

Tutti vennero arrestati per omicidio volontario, accusa che a chiusura d'istruttoria divenne duplice omicidio volontario premeditato pluriaggravato. Le aggravanti erano infatti la crudeltà, i futili motivi e, per Pietro, anche il vincolo di parentela. Per la perizia psichiatrica, richiesta dal pubblico ministero Mario Giulio Schinaia, venne chiamato lo psichiatra, docente e scrittore veronese Vittorino Andreoli.
Il responso del professore contempla la sanità mentale per tutti e tre gli imputati (Burato, non essendo ancora maggiorenne, verrà giudicato dal tribunale dei minori che lo condannerà a 13 anni) e quindi la piena capacità di intendere e di volere. Nello specifico caso di Maso, leader oltre che figlio delle vittime, Andreoli parla di disturbo narcisistico della personalità, specificando che non è una forma di infermità mentale.
Al processo, presso la Corte d'assise di Verona, il pubblico ministero chiese quindi l'ergastolo per Maso e poco meno di trent'anni per gli altri due. La sentenza venne emessa il 29 febbraio 1992, con la condanna di Pietro Maso a 30 anni di reclusione con il riconoscimento della seminfermità, Cavazza e Carbognin furono condannati a 26 anni ciascuno, pena poi confermata nei successivi gradi di giudizio.
Per diversi mesi, Maso pretese la propria parte di eredità; solo il sollecito del suo avvocato difensore, al fine di accrescere la possibilità di evitare l'ergastolo in primo grado, lo convinse a rinunciarvi ufficialmente.

## Dopo la condanna
Nel 1996 Maso scrive una lettera al vescovo di Vicenza Pietro Giacomo Nonis, affermando di sentirsi pentito e chiedendo il perdono a Dio. Lo stesso vescovo (che celebrò le esequie dei coniugi Maso) si recherà al carcere di Milano per parlare con il giovane e capire il perché del suo gesto.
Pietro Maso scontò la sua pena in regime di semilibertà nel carcere di Opera, in provincia di Milano. In passato aveva ottenuto alcuni permessi premio: il primo nell'autunno 2006 e il secondo, per Pasqua, dal 7 al 9 aprile 2007. Con l'indulto, il termine ufficiale della sua pena era stato fissato al 2015 e non più al 2018. Maso aveva preso parte ai programmi rieducativi, studiava e si era riavvicinato alla fede. Aveva anche partecipato a un corso teatrale di musical (tra cui una rappresentazione del celebre musical Jesus Christ Superstar dove interpretava un angelo).
Nell'intervista a la Repubblica del 5 febbraio 2007 Maso dichiarò che molti ragazzi gli scrivono perché avrebbero avuto voglia di fare quanto aveva fatto lui, e che egli li invitava a frenarsi e a cercare di ricucire i loro rapporti: «Non ho potuto salvare me stesso: almeno ci provo con gli altri». Tuttavia, la scrittrice Cinzia Tani, esperta di storia sociale del delitto, afferma che «in carcere le sue preoccupazioni sono la cura della propria persona, dal profumo all'abbronzante, dalla ginnastica a prendere il sole. Non prova alcun rimorso. Riceve lettere da migliaia di fans».
Il 14 ottobre 2008, a Maso fu concessa la semilibertà dai giudici della sorveglianza di Milano. Dal 22 ottobre 2008, lavora a Peschiera Borromeo in una ditta di assemblaggio computer e componentistica varia (Elettrodata S.p.a. la cui attività è oggi cessata), uscendo alle 7:30 e dovendo rientrare in carcere entro le 22:30. Nel suo primo giorno di lavoro non è mancata la folla di giornalisti e curiosi all'esterno della ditta. Un passante ha urlato: «Ammazzatelo, quell'assassino».
La fine della condanna era prevista per il 2018, ma venne in seguito anticipata al 2015. Il 15 aprile 2013 Pietro Maso fu rimesso in libertà e prestò servizio presso l'emittente cattolica Telepace, seguito dal direttore e padre spirituale Don Guido Todeschini. Nell'aprile 2013 uscì il libro scritto assieme alla giornalista Raffaella Regoli, intitolato Il male ero io (Mondadori), dove racconta il delitto, ma soprattutto il suo percorso che egli definisce di riscatto durante i ventidue anni passati in prigione.
Il 21 gennaio 2016 la Procura di Verona iscrisse Pietro Maso nel registro degli indagati con l'accusa di tentata estorsione. Le sorelle, da lui minacciate, vennero messe sotto scorta. Il 4 marzo seguente venne ricoverato in clinica psichiatrica per turbe mentali e dipendenza dalla cocaina.. Il 16 aprile 2016 dal quotidiano Libero viene resa nota una lettera scritta da Pietro Maso a Manuel Foffo. Il 29 luglio 2020 Il Messaggero, anticipando la testata Oggi e citandola, rende noto che Pietro Maso prendeva il reddito di cittadinanza dal 2019.

## Influenza culturale
Il "caso Maso" è all'origine di numerosi dibattiti in giornali e televisioni. L'ultimo caso di omicidio tanto efferato da avere un riscontro mediatico tanto forte era stato, fino a quel momento, il delitto compiuto dalla diciottenne vercellese Doretta Graneris, che, assieme al fidanzato, uccise, nel 1975, padre, madre, nonni e fratello. Dopo il caso Maso un altro caso che suscitò altrettanto clamore mediatico fu il delitto di Novi Ligure del 2001, commesso dall'allora sedicenne Erika.
- Al caso è ispirato il film del 1994 di Luciano Manuzzi, I pavoni.
- Nel 1995 il fumettista Paolo Bacilieri pubblica l'albo The SuperMaso attitude, nel quale ironizza sulla vicenda.
- Nell'ottobre del 2019 venne trasmesso il documentario dal titolo Pietro Maso - Io ho ucciso sul canale Nove, dove lo stesso Maso intervistato ripercorse i fatti di quella notte.[27][28]
- Il nome di Pietro Maso è citato da Fabri Fibra nel brano Controcultura contenuto nell'omonimo album, da Dargen D'Amico nel brano Low Cash contenuto in Di vizi di forma virtù e da Claver Gold nel brano Minosse dell'album Infernvm; compare inoltre nel testo del brano No Game Freestyle di Fedez e Thasup, uscito il 26 maggio 2021. Nel settembre 2021 Pietro Maso denunciò Fedez per diffamazione, argomentando: «È richiamata in maniera esplicita la drammatica vicenda personale e processuale che mi ha visto coinvolto e che, a distanza di anni e di un faticoso e doloroso percorso personale, sono riuscito a superare»[29] Il caso è stato archiviato dalla GIP di Roma, Maria Gaspari, nel febbraio del 2024[30].